# Peleteria posticata
Peleteria posticata là một loài ruồi trong họ Tachinidae.